# Śiwaloka
Śiwaloka – subtelny wymiar egzystencji po śmierci lub sfera w zaświatach, niebo boga Śiwy.
Niebo Śiwy niektóre źródła sytuują na zachodnim zboczu góry Meru. Śiwa wraz z małżonką i potomstwem, przebywa tam w siedmiopiętrowym kryształowym pałacu. Inna możliwa lokalizacja to zwieńczenie kosmicznego jaja Brahmy (brahmandy).
Zamieszkać po śmierci w loce Śiwy, to upragniony cel bramina śiwaickiego, który jako gryhasta (gospodarz) spełnia codzienne obowiązki społeczne i czci Śiwę zgodnie z zaleceniami puran.